# جاسوس (فیلم ۲۰۱۵)
جاسوس (انگلیسی: Spy) فیلمی در ژانر جاسوسی، کمدی و اکشن به کارگردانی و نویسندگی پال فیگ محصول سال ۲۰۱۵ است. در این فیلم ملیسا مک‌کارتی، جیسون استاتهام، رز بیرن، بابی کاناوله، آلیسون جانی و جود لا بازی کرده‌اند.
فیلمبرداری فیلم جاسوس در تاریخ ۳۱ مارس ۲۰۱۴ در شهر بوداپست آغاز شد. شرکت‌های تولیدکننده این فیلم فیگکو انترتینمنت و چرنین انترتینمنت بودند اما توسط فاکس قرن بیستم توزیع شد.

## خلاصه فیلم
یک میزگرد محدود از تحلیلگران سازمان سیا (CIA) تشکیل می‌شود تا داوطلبان نفوذ مخفیانه به تشکیلات یک فروشنده سلاح‌های مرگبار را بررسی کنند و با یافتن گزینه مناسب، از وقوع یک فاجعه جهانی جلوگیری کنند…